# Gran Premio del Brasile 2017
Il Gran Premio del Brasile 2017 si è disputato domenica 12 novembre 2017 sul circuito di Interlagos, a San Paolo del Brasile, quale diciannovesima prova della stagione 2017 del campionato mondiale di Formula 1. La gara è stata vinta dal tedesco Sebastian Vettel su Ferrari, al suo quarantasettesimo successo nel mondiale. Vettel ha preceduto all'arrivo il finlandese Valtteri Bottas su Mercedes ed il suo compagno di squadra, l'altro finlandese Kimi Räikkönen.

## Vigilia

### Sviluppi futuri
Felipe Massa annuncia che abbandonerà il campionato, al termine della stagione 2017. Il pilota brasiliano, che aveva deciso di abbandonare la F1 già al termine della stagione 2016, era poi rientrato, per sostituire Valtteri Bottas, passato dalla Williams alla Mercedes. La McLaren annuncia che Lando Norris, vincitore della F3 inglese, sarà tester e pilota di riserva per la stagione 2018, al posto di Jenson Button.

### Aspetti tecnici
Per questa gara la Pirelli, fornitrice unica degli pneumatici, porta gomme di mescola supermorbida, morbida e media.
La Federazione indica due zone per l'attivazione del DRS: la prima è fissata sulla Reta Oposta, con rilevazione del distacco fra piloti posta alla S do Senna; l'altra è posta sul rettilineo d'arrivo e il detection point è stabilito dopo la curva 13.
Vengono riasfaltate le curve 2 (S do Senna) e 12 (Mergulho), e vengono aggiunti nuovi scoli, in diversi punti della pista, per migliorare il drenaggio, in caso di pioggia. Sulla Red Bull Racing di Daniel Ricciardo vengono sostituite alcune parti della power unit: il pilota è penalizzato di 10 posizioni sulla griglia di partenza.

### Aspetti sportivi
Prima del Gran Premio della Malesia 2016, il Consiglio Mondiale della FIA, approvò la prima versione ufficiale del calendario. Vennero confermati 21 gran premi, anche se tre di questi, tra cui il Gran Premio del Brasile, erano ancora soggetti a conferma. Per il gran premio brasiliano Bernie Ecclestone richiedeva la messa in atto dei lavori di ammodernamento del circuito già concordati. Gli organizzatori si dissero "sorpresi" per l'iniziale mancata conferma. Il gran premio venne poi, definitivamente, inserito nel calendario mondiale.
Da questa stagione, la gara è supportata dalla Heineken, che già sponsorizza il Gran Premio di Cina e quello d'Italia.
L'ex pilota di Formula 1, il britannico Derek Warwick, è nominato commissario aggiunto per la gara. Ha svolto già in passato tale funzione, l'ultima al Gran Premio d'Ungheria.
Il neocampione della GP3, il britannico George Russell, ha esordito in F1, sostituendo Sergio Pérez in Force India, nelle prime prove libere, mentre, nella stessa sessione, Charles Leclerc ha preso il posto di Pascal Wehrlein in Sauber. Antonio Giovinazzi ha preso il posto di Kevin Magnussen alla Haas, nella seconda sessione. L'italiano avrebbe dovuto disputare la prima sessione  ma, a causa del pericolo di pioggia nella seconda, la scuderia statunitense aveva preferito far svolgere, a entrambi i piloti titolari, la prima sessione, su pista asciutta.

## Prove

### Resoconto
Nella prima sessione del venerdì Lewis Hamilton ottiene il nuovo record della pista di Interlagos, che resisteva dal 2004; il neocampione del mondo precede il suo compagno di squadra, Valtteri Bottas, di poco più di un decimo. Hamilton è stato anche protagonista di un dritto, e di un'altra uscita di pista, ove ha rischiato il contatto con Nico Hülkenberg. Al terzo posto si è classificato Kimi Räikkönen, staccato di circa mezzo secondo dal britannico. Le squadre hanno voluto testare le gomme sul passo di gara, vista la previsione di pioggia, per la seconda sessione; la Mercedes ha mostrato un certo consumo delle gomme anteriori, mentre la Red Bull Racing ha evidenziato dei problemi di blistering. Non ha ottenuto tempi validi Brendon Hartley, della Scuderia Toro Rosso, per l'esplosione della power unit.
Hamilton si è confermato il più rapido anche nella sessione pomeridiana, ove però ha preceduto Bottas per soli 48 millesimi. Al terzo posto è scalato Daniel Ricciardo, staccato di due decimi dal primo posto. L'attesa pioggia non ha fatto la sua presenza sul circuito, ma il grande caldo, con la temperatura dell'asfalto che ha toccato i 54 °C. L'australiano ha preceduto Sebastian Vettel e Max Verstappen. La Red Bull ha subito ancora problemi agli pneumatici. Hartley, dopo i problemi del mattino, ha potuto partecipare normalmente alla sessione. Marcus Ericsson è autore di un'uscita di pista, senza conseguenze per il pilota.
Valtteri Bottas ottiene il miglior rilievo cronometrico nella sessione del sabato. Il finlandese precede di 3 millesimi Lewis Hamilton. A causa della pioggia della notte la pista ha perduto grip, ed è perciò risultata particolarmente lenta. La temperatura dell'asfalto, inoltre, è scesa a soli 26 °C. Le vetture della scuderia tedesca hanno provato la gomma soft a lungo, forse in previsione di un loro utilizzo in qualifica. Si sono avvicinate ai tempi dei primi le Ferrari, con Kimi Räikkönen a 45 millesimi dal primo, e Vettel a 13 millesimi dal compagno di team. Le Red Bull risultano più staccate, con Ricciardo, quinto, a un secondo dal tempo di Bottas, ciò a causa anche della penuria di parti di ricambio per i motori della scuderia angloaustriaca, che costringe gli stessi ad affrontare le prove con una mappatura del motore meno aggressiva. Lo stesso problema è stato riscontrato alla Toro Rosso, anche lei spinta da motori Renault. Per la diverse componenti del motore che vengono sostituite, su entrambe le vetture di Faenza, Pierre Gasly è penalizzato di 25 posizioni, sulla griglia di partenza, e Brendon Hartley di 10.
La rottura del cambio per Lance Stroll lo costringe a saltare la sessione, oltre che a penalizzarlo di 5 posizioni in griglia di partenza.

### Risultati
Nella prima sessione del venerdì si è avuta questa situazione:
| Pos | Nº | Pilota          | Costruttore | Tempo    | Gap    | Giri |
| --- | -- | --------------- | ----------- | -------- | ------ | ---- |
| 1   | 44 | Lewis Hamilton  | Mercedes    | 1'09"202 |        | 36   |
| 2   | 77 | Valtteri Bottas | Mercedes    | 1'09"329 | +0"127 | 43   |
| 3   | 7  | Kimi Räikkönen  | Ferrari     | 1'09"744 | +0"542 | 32   |

Nella seconda sessione del venerdì si è avuta questa situazione:
| Pos | Nº | Pilota           | Costruttore               | Tempo    | Gap    | Giri |
| --- | -- | ---------------- | ------------------------- | -------- | ------ | ---- |
| 1   | 44 | Lewis Hamilton   | Mercedes                  | 1'09"515 |        | 42   |
| 2   | 77 | Valtteri Bottas  | Mercedes                  | 1'09"563 | +0"048 | 45   |
| 3   | 3  | Daniel Ricciardo | Red Bull Racing-TAG Heuer | 1'09"743 | +0"228 | 37   |

Nella sessione del sabato mattina si è avuta questa situazione:
| Pos | Nº | Pilota          | Costruttore | Tempo    | Gap    | Giri |
| --- | -- | --------------- | ----------- | -------- | ------ | ---- |
| 1   | 77 | Valtteri Bottas | Mercedes    | 1'09"281 |        | 24   |
| 2   | 44 | Lewis Hamilton  | Mercedes    | 1'09"284 | +0"003 | 26   |
| 3   | 7  | Kimi Räikkönen  | Ferrari     | 1'09"326 | +0"045 | 20   |

## Qualifiche

### Resoconto
Con il 40% di possibilità che la pioggia arrivi sulla pista tutti i piloti si lanciano subito sulla pista. Lewis Hamilton esce di pista, alla curva 6, nel suo primo tentativo, ed è costretto ad abbandonare le qualifiche. Terminando contro le barriere il pilota impiega un po' di tempo per uscire dalla monoposto, ma non ha subito conseguenze fisiche. La sessione è interrotta dalle bandiere rosse. La testa della graduatoria cambia spesso padrone, con il migliore in assoluto che è Kimi Räikkönen. La lotta per l'entrata nella fase successiva è serrata tra le Sauber, le Toro Rosso e le Williams. Oltre a Hamilton, sono eliminati Pascal Wehrlein, Pierre Gasly, Lance Stroll e Marcus Ericsson.
In Q2, in cui fa la comparsa una leggerissima pioggia che non incide sulle prestazioni, si pone al comando Valtteri Bottas, che precede le due Ferrari; Max Verstappen si ferma nella corsia dei box, a causa del semaforo, che è rosso all'entrata della corsia stessa, ove è già ferma la vettura di Fernando Alonso; la vettura dell'olandese viene poi spinta ai box. Nella fase finale della sessione Vettel batte il tempo di Bottas. Tra i 10 qualificati alla fase decisiva, solo Daniel Ricciardo ha optato per l'uso delle gomme soft, e non supersoft. Tale scelta sarà anche quella obbligata al via della gara. In questa fase vengono eliminati Esteban Ocon, Romain Grosjean, Stoffel Vandoorne, Kevin Magnussen e Brendon Hartley.
In Q3 Sebastian Vettel precede Bottas, al termine del primo tentativo. Terzo è Räikkönen, mentre quarto è Max Verstappen. Nel secondo, è ultimo giro veloce, Bottas sopravanza Vettel, conquistando la terza pole position nel mondiale. Al termine delle qualifiche Felipe Massa si è lamentato di essere stato ostacolato da Carlos Sainz Jr., nel corso della Q3. Lo spagnolo ha negato la volontarietà del comportamento e ha, anzi, accusato a sua volta, il brasiliano di averlo rallentato nelle libere. La direzione di gara non ha preso provvedimenti. Marcus Ericsson è costretto a sostituire il cambio, e così viene penalizzato di 5 posizioni in griglia di partenza.

### Risultati
Nella sessione di qualifica si è avuta questa situazione:
| Pos                         | Nº | Pilota            | Costruttore               | Q1          | Q2          | Q3       | Griglia |
| --------------------------- | -- | ----------------- | ------------------------- | ----------- | ----------- | -------- | ------- |
| 1                           | 77 | Valtteri Bottas   | Mercedes                  | 1'09"452    | 1'08"638    | 1'08"322 | 1       |
| 2                           | 5  | Sebastian Vettel  | Ferrari                   | 1'09"643    | 1'08"494    | 1'08"360 | 2       |
| 3                           | 7  | Kimi Räikkönen    | Ferrari                   | 1'09"405    | 1'09"116    | 1'08"538 | 3       |
| 4                           | 33 | Max Verstappen    | Red Bull Racing-TAG Heuer | 1'09"820    | 1'09"050    | 1'08"925 | 4       |
| 5                           | 3  | Daniel Ricciardo  | Red Bull Racing-TAG Heuer | 1'09"828    | 1'09"533    | 1'09"330 | 14      |
| 6                           | 11 | Sergio Pérez      | Force India-Mercedes      | 1'10"145    | 1'09"760    | 1'09"598 | 5       |
| 7                           | 14 | Fernando Alonso   | McLaren-Honda             | 1'10"172    | 1'09"593    | 1'09"617 | 6       |
| 8                           | 27 | Nico Hülkenberg   | Renault                   | 1'10"078    | 1'09"726    | 1'09"703 | 7       |
| 9                           | 55 | Carlos Sainz Jr.  | Renault                   | 1'10"227    | 1'09"768    | 1'09"805 | 8       |
| 10                          | 19 | Felipe Massa      | Williams-Mercedes         | 1'09"789    | 1'09"612    | 1'09"841 | 9       |
| 11                          | 31 | Esteban Ocon      | Force India-Mercedes      | 1'10"168    | 1'09"830    | N.D.     | 10      |
| 12                          | 8  | Romain Grosjean   | Haas-Ferrari              | 1'10"148    | 1'09"879    | N.D.     | 11      |
| 13                          | 2  | Stoffel Vandoorne | McLaren-Honda             | 1'10"286    | 1'10"116    | N.D.     | 12      |
| 14                          | 20 | Kevin Magnussen   | Haas-Ferrari              | 1'10"521    | 1'10"154    | N.D.     | 13      |
| 15                          | 28 | Brendon Hartley   | Toro Rosso                | 1'10"625    | senza tempo | N.D.     | 18      |
| 16                          | 94 | Pascal Wehrlein   | Sauber-Ferrari            | 1'10"678    | N.D.        | N.D.     | 15      |
| 17                          | 10 | Pierre Gasly      | Toro Rosso                | 1'10"686    | N.D.        | N.D.     | 19      |
| 18                          | 18 | Lance Stroll      | Williams-Mercedes         | 1'10"776    | N.D.        | N.D.     | 16      |
| 19                          | 9  | Marcus Ericsson   | Sauber-Ferrari            | 1'10"875    | N.D.        | N.D.     | 17      |
| Tempo limite 107%: 1'14"263 |    |                   |                           |             |             |          |         |
| NQ                          | 44 | Lewis Hamilton    | Mercedes                  | senza tempo | N.D.        | N.D.     | PL      |

In grassetto sono indicate le migliori prestazioni in Q1, Q2 e Q3.

## Gara

### Resoconto
Sebastian Vettel brucia, al via, Valtteri Bottas, e, alla prima curva si pone al comando della gara. Kimi Räikkönen è terzo, davanti a Max Verstappen, Fernando Alonso, Felipe Massa e Sergio Pérez. Nelle retrovie Daniel Ricciardo va in testacoda, ma è capace di ripartire; Kevin Magnussen entra in collisione con Stoffel Vandoorne, ed entrambi sono costretti al ritiro. Poche curve più avanti vi è la collisione tra Esteban Ocon e Romain Grosjean: il pilota della Force India deve abbandonare la gara. Per Ocon è il primo ritiro in F1, dopo 27 gare. La direzione di gara invia in pista la safety car, che vi rimane per 5 giri. Alla ripartenza Vettel è sempre primo, davanti ai due finlandesi, mentre Massa passa Alonso.
Lewis Hamilton, partito dalla pit lane, inizia la sua rimonta, scalando, già all'undicesimo giro, all'ottavo posto. Al giro 14 il britannico passa anche Sergio Pérez. Anche Ricciardo, dopo il problema al via, recupera diverse posizioni, passando Nico Hülkenberg, per il nono posto, al diciannovesimo passaggio. Un giro dopo, dopo aver sorpassato Alonso e Massa, Hamilton è quinto.
Al ventisettesimo giro Valtteri Bottas effettua la sua sosta, per il cambio delle gomme; Vettel e Verstappen attendono ancora un giro: il tedesco rientra in pista davanti al finlandese della Mercedes. Dopo il pit stop di  Kimi Räikkönen, Lewis Hamilton si trova a condurre, davanti a Vettel e Bottas. Al giro 33 Ricciardo, che non si è ancora fermato, lascia sfilare Max Verstappen. Al giro 43 si fermano Hamilton e Ricciardo. Il britannico rientra in pista quinto, mentre l'australiano è ottavo. Vettel riconquista la testa del gran premio.
Tra il quarantacinquesimo e quarantasettesimo giro Ricciardo passa Alonso e Massa, salendo al sesto posto, alle spalle di Lewis Hamilton. Al cinquantottesimo giro il pilota della Mercedes supera Verstappen, conquistando il quarto posto. Negli ultimi giri Hamilton cerca anche di avvicinarsi a Kimi Räikkönen, senza però riuscire a impensierirlo.
Sebastian Vettel conquista la quinta vittoria stagionale, la quarantasettesima nel totale della carriera in Formula 1.

### Risultati
I risultati del Gran Premio sono i seguenti:
| Pos | Nº | Pilota            | Costruttore               | Giri | Tempo/Ritiro                               | Griglia | Punti |
| --- | -- | ----------------- | ------------------------- | ---- | ------------------------------------------ | ------- | ----- |
| 1   | 5  | Sebastian Vettel  | Ferrari                   | 71   | 1h31'26"262                                | 2       | 25    |
| 2   | 77 | Valtteri Bottas   | Mercedes                  | 71   | +2"762                                     | 1       | 18    |
| 3   | 7  | Kimi Räikkönen    | Ferrari                   | 71   | +4"600                                     | 3       | 15    |
| 4   | 44 | Lewis Hamilton    | Mercedes                  | 71   | +5"468                                     | PL      | 12    |
| 5   | 33 | Max Verstappen    | Red Bull Racing-TAG Heuer | 71   | +32"940                                    | 4       | 10    |
| 6   | 3  | Daniel Ricciardo  | Red Bull Racing-TAG Heuer | 71   | +48"691                                    | 14      | 8     |
| 7   | 19 | Felipe Massa      | Williams-Mercedes         | 71   | +1'08"882                                  | 9       | 6     |
| 8   | 14 | Fernando Alonso   | McLaren-Honda             | 71   | +1'09"363                                  | 6       | 4     |
| 9   | 11 | Sergio Pérez      | Force India-Mercedes      | 71   | +1'09"500                                  | 5       | 2     |
| 10  | 27 | Nico Hülkenberg   | Renault                   | 70   | +1 giro                                    | 7       | 1     |
| 11  | 55 | Carlos Sainz Jr.  | Renault                   | 70   | +1 giro                                    | 8       |       |
| 12  | 10 | Pierre Gasly      | Toro Rosso                | 70   | +1 giro                                    | 19      |       |
| 13  | 9  | Marcus Ericsson   | Sauber-Ferrari            | 70   | +1 giro                                    | 17      |       |
| 14  | 94 | Pascal Wehrlein   | Sauber-Ferrari            | 70   | +1 giro                                    | 15      |       |
| 15  | 8  | Romain Grosjean   | Haas-Ferrari              | 69   | +2 giri                                    | 11      |       |
| 16  | 18 | Lance Stroll      | Williams-Mercedes         | 69   | +2 giri                                    | 16      |       |
| Rit | 28 | Brendon Hartley   | Toro Rosso                | 40   | Perdita d'olio                             | 18      |       |
| Rit | 31 | Esteban Ocon      | Force India-Mercedes      | 0    | Collisione con R. Grosjean                 | 10      |       |
| Rit | 2  | Stoffel Vandoorne | McLaren-Honda             | 0    | Collisione con K. Magnussen e D. Ricciardo | 12      |       |
| Rit | 20 | Kevin Magnussen   | Haas-Ferrari              | 0    | Collisione con S. Vandoorne                | 13      |       |

## Classifiche mondiali

### Piloti
| Pos | Pilota            | Punti |
| --- | ----------------- | ----- |
| 1   | Lewis Hamilton    | 345   |
| 2   | Sebastian Vettel  | 302   |
| 3   | Valtteri Bottas   | 280   |
| 4   | Daniel Ricciardo  | 200   |
| 5   | Kimi Räikkönen    | 193   |
| 6   | Max Verstappen    | 158   |
| 7   | Sergio Pérez      | 94    |
| 8   | Esteban Ocon      | 83    |
| 9   | Carlos Sainz Jr.  | 54    |
| 10  | Felipe Massa      | 42    |
| 11  | Lance Stroll      | 40    |
| 12  | Nico Hülkenberg   | 35    |
| 13  | Romain Grosjean   | 28    |
| 14  | Kevin Magnussen   | 19    |
| 15  | Fernando Alonso   | 15    |
| 16  | Stoffel Vandoorne | 13    |
| 17  | Jolyon Palmer     | 8     |
| 18  | Pascal Wehrlein   | 5     |
| 19  | Daniil Kvjat      | 5     |

### Costruttori
| Pos | Costruttore          | Punti |
| --- | -------------------- | ----- |
| 1   | Mercedes             | 625   |
| 2   | Ferrari              | 495   |
| 3   | Red Bull-TAG Heuer   | 358   |
| 4   | Force India-Mercedes | 177   |
| 5   | Williams-Mercedes    | 82    |
| 6   | Toro Rosso           | 53    |
| 7   | Renault              | 49    |
| 8   | Haas-Ferrari         | 47    |
| 9   | McLaren-Honda        | 28    |
| 10  | Sauber-Ferrari       | 5     |

## Decisioni della FIA
Al termine della gara, la FIA decide che l’incidente al via tra Kevin Magnussen, Stoffel Vandoorne e Daniel Ricciardo non necessita di penalità.
Romain Grosjean, oltre alla penalità di cinque secondi comminatagli durante la gara, subisce la decurtazione di due punti sulla Superlicenza per l'incidente subito dopo la partenza con il connazionale Esteban Ocon.